# USS Namequa (YT-331)
USS Namequa (YT-331/YTB-331) został zbudowany jako „Port Elizabeth” (MC Hull 444). Jego stępkę położono na początku 1942 na zamówienie Maritime Commission. Budowę prowadziła chicagowska stocznia Calumet Shipyard and Dry Dock Co. Został zwodowany 22 maja 1942, matką chrzestną była pani James F. Rogan’. Przemianowany na „Namequa” otrzymał numer klasyfikacyjny YT–331 29 września. Został nabyty przez Marynarkę 15 października i włączony do służby 17 lutego 1943.
Nazwa „Namequa” pochodziła od jedynej córki Czarnego Jastrzębia, wodza plemion Sauk i Fox w czasie wojny Czarnego Jastrzębia (1831–1832).
Jednostka została przydzielona do 1 Dystryktu Morskiego (ang. 1st Naval District) i bazowała w Bostonie zapewniając usługi przeciwpożarowe, holownicze i ratownicze jednostkom morskim i instalacjom. Taką służbę pełniła przez siedem lat służby. Przeklasyfikowana 15 maja 1944 na YTB–331 pełniła dalszą normalną służbę poza okresem od marca do października 1946 gdy znajdowała się w rezerwie.
„Namequa” została skreślona z listy okrętów floty w czerwcu 1950.